# Chope
 (novembre 2017).
Si vous disposez d'ouvrages ou d'articles de référence ou si vous connaissez des sites web de qualité traitant du thème abordé ici, merci de compléter l'article en donnant les références utiles à sa vérifiabilité et en les liant à la section « Notes et références ».

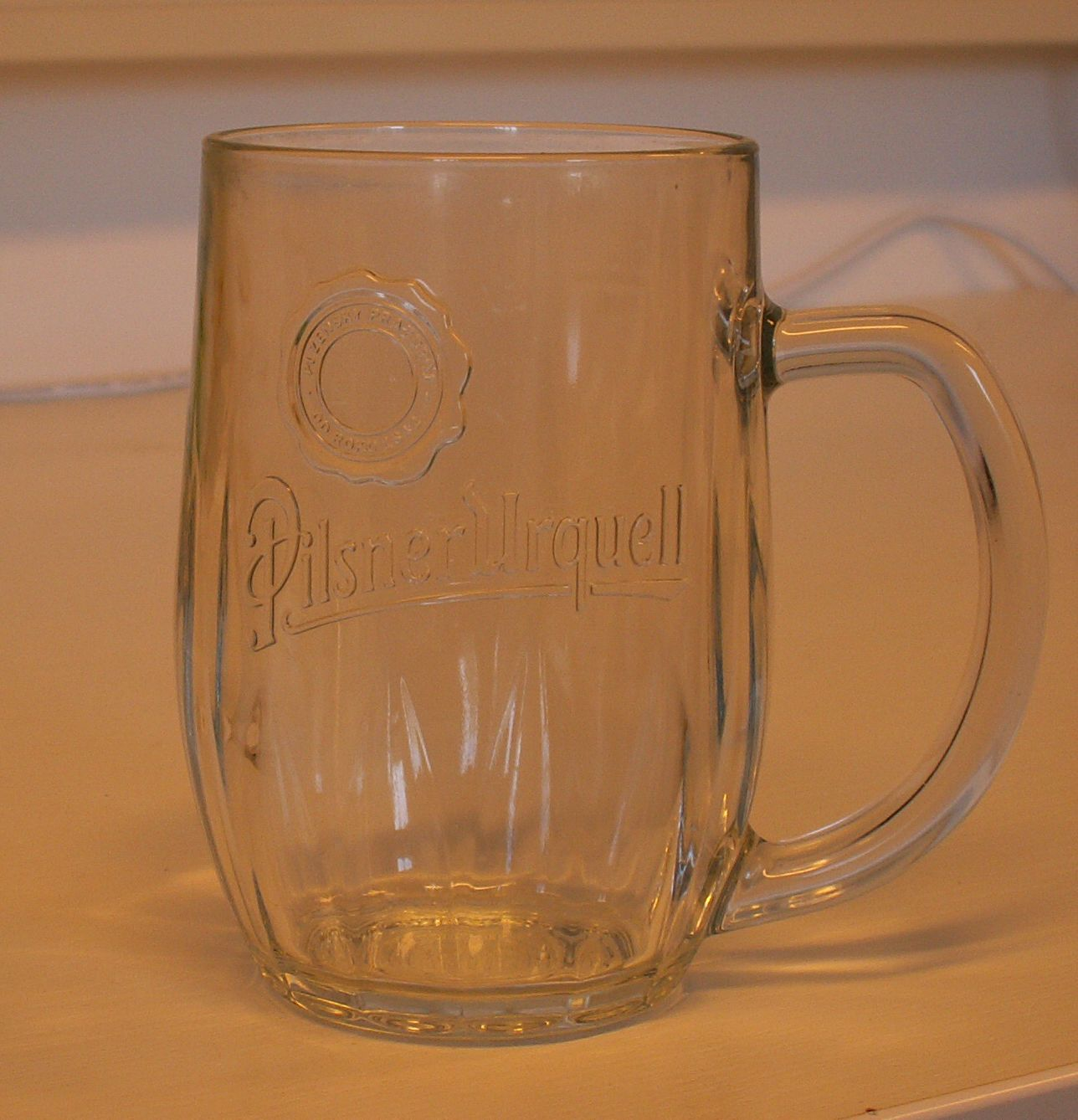
Une chope vide de Pilsner Urquell.

Une chope (de l'alsacien schoppe, qui signifie « grand verre à bière ») est un récipient à boire cylindrique muni d'une anse, dans lequel on boit généralement de la bière. Elle peut être en bois, en terre cuite, en grès, en métal (zinc, étain), en porcelaine, ou en métal émaillé, mais elle est généralement en verre, et c'est donc un type de verre à bière. 
Le terme allemand Schoppen désigne parfois dans les régions viticoles limitrophes de l'Alsace (le Palatinat et le Bade-Wurtemberg), un verre de vin. Le Schoppen a généralement une contenance d'un demi-litre, mais la Bavière fait exception : on y sert souvent la bière dans des chopes d'un litre appelées Maß (prononcer « masse » et signifiant « mesure ») introduites à l'époque napoléonienne en même temps que le système métrique et destinées à remplacer l'ancienne mesure de base, la pinte. 
Les termes allemands utilisés pour la chope de bière varient selon les régions. On peut citer Krug (étymologiquement relié à cruche) mais aussi Humpen, Seidel, etc. Dans le nord de l'Allemagne on appelait autrefois aussi Krug le débit de boisson. Le terme anglais beer stein vient du terme allemand Stein qui signifie ici grès. 
Une chope peut également être munie d'un couvercle, et il existe même des chopes spécifiques destinées aux moustachus.
Par abus de langage, on appelle parfois « chope » tout récipient pouvant servir à boire de la bière, mais le terme de « chope » désigne en France (selon le dictionnaire officiel de l'Académie française) un verre d'une capacité d'un demi-litre (50 cl). Et, toujours en France, pour cette capacité, on parle également de « baron », de « distingué », de « sérieux », de « mini-chevalier », ou, plus communément, de « pinte ».

## Histoire

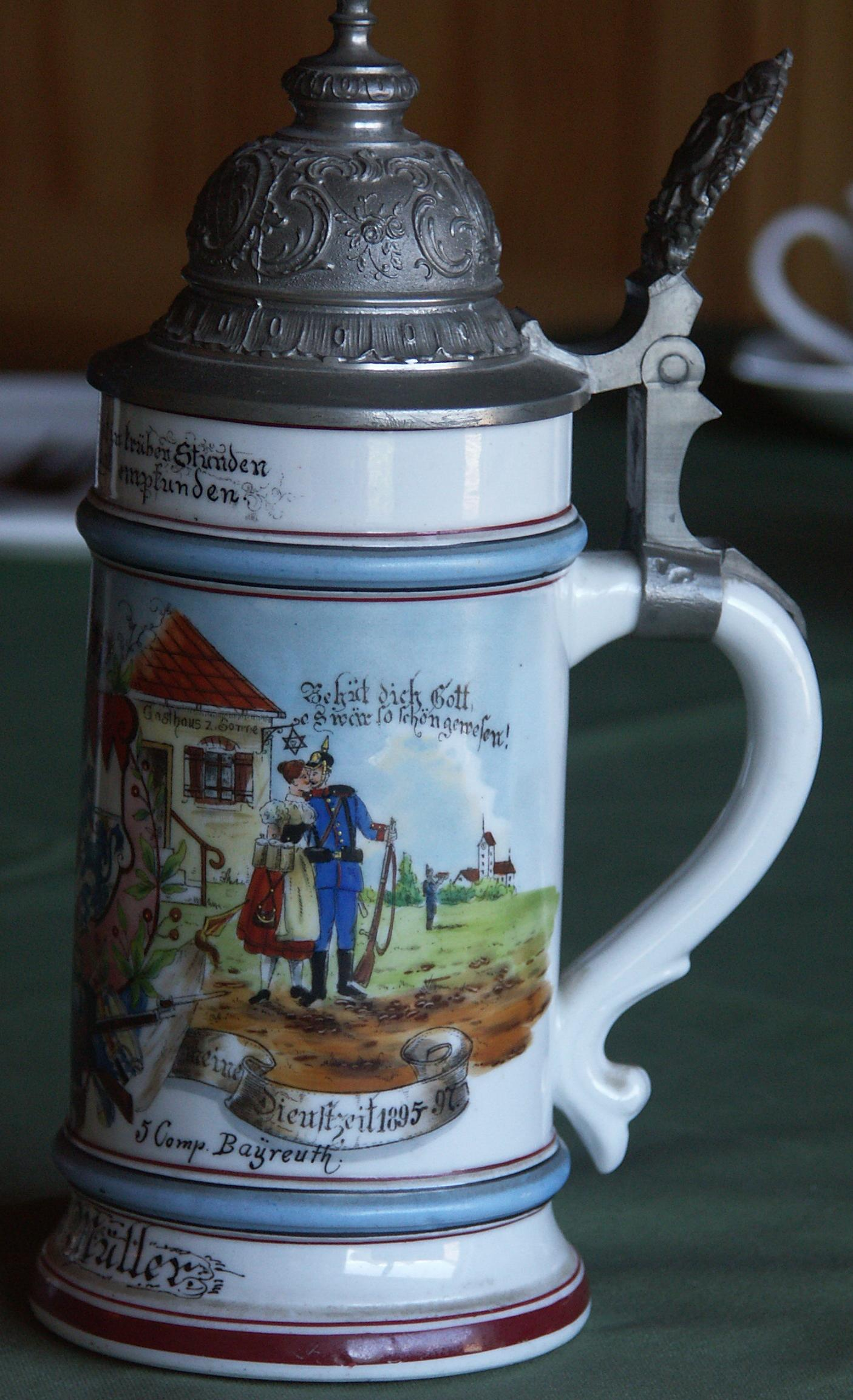
Pot à bière allemand (1895) : Adieux du soldat à la soubrette.

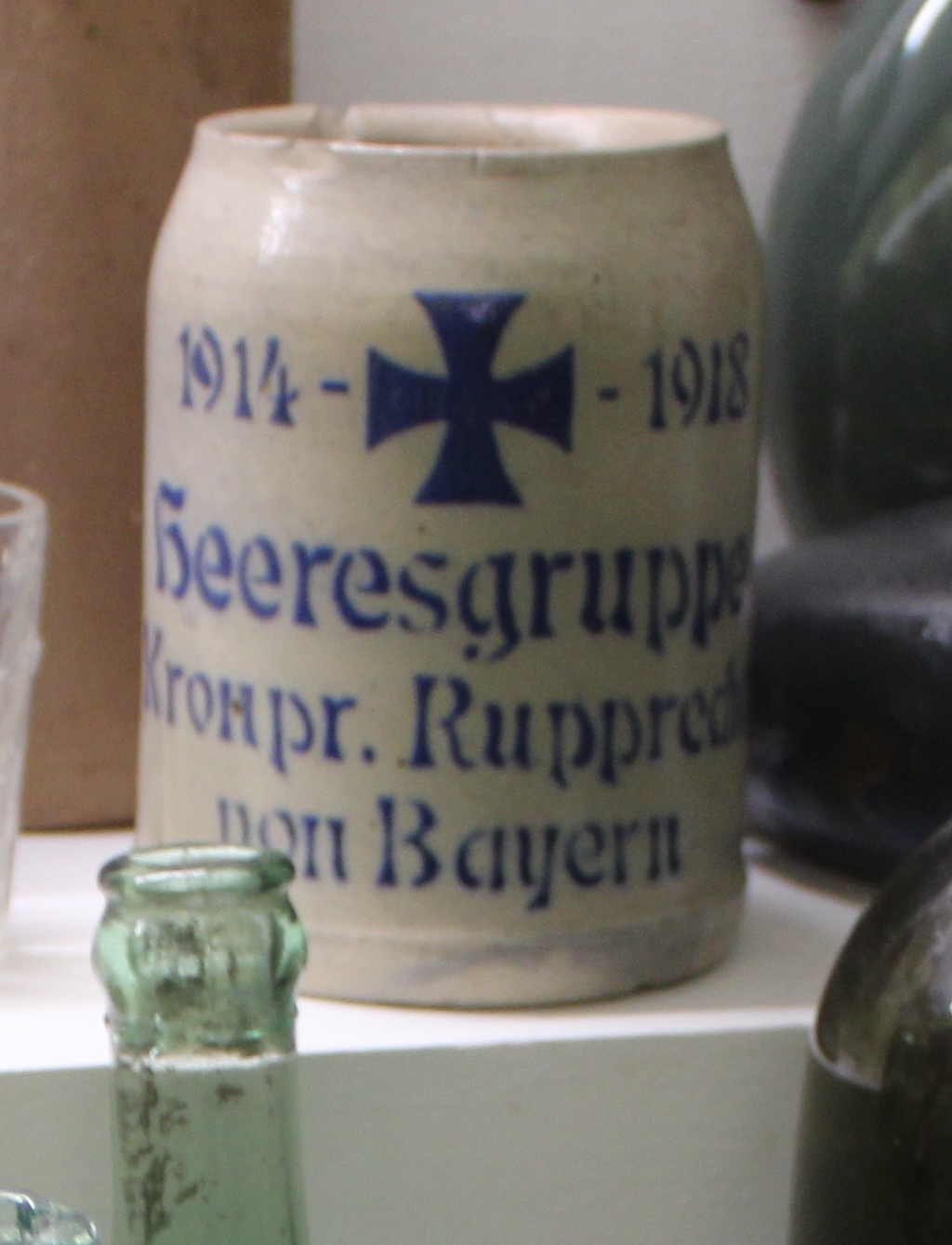
Chope à bière 14-18 trouvée dans les tranchées allemandes (Musée d'Albert).

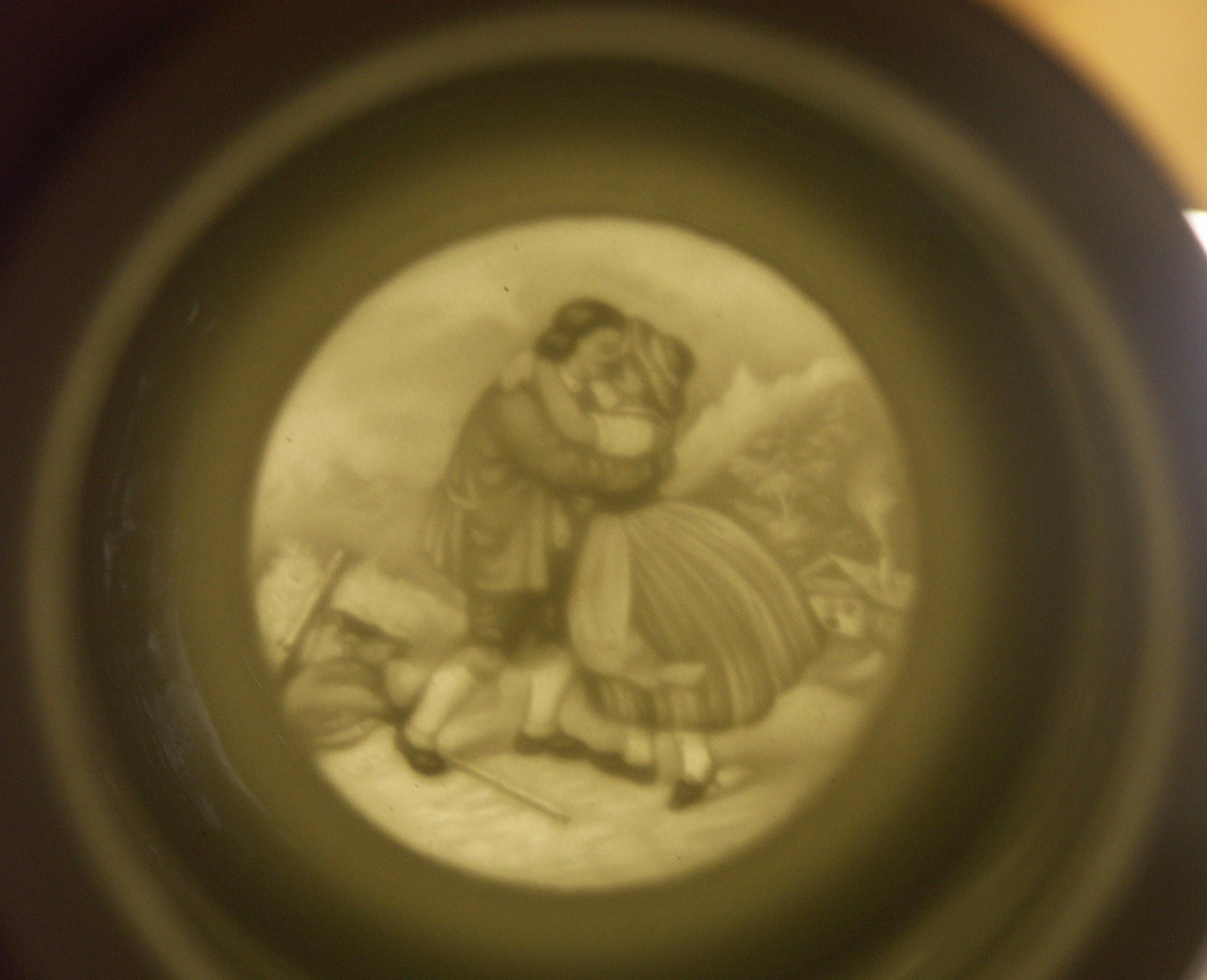
Image en filigrane dans le fond du pot Adieux du soldat à la soubrette.

Comme bien souvent, il est assez difficile de déterminer précisément à partir de quel moment et où on a utilisé le terme de « chope » pour la première fois. Cependant, il semblerait que l'origine des chopes remonte au XIVe siècle durant une période assez noire de l'histoire européenne. Devant les ravages de la peste, les grands dirigeants de l'époque, dont l'empereur germanique, ont pris des mesures afin d'endiguer la progression de ce fléau. Des mesures strictes furent prises, l'une de ces mesures consistait à couvrir tous les récipients destinés à recevoir des denrées alimentaires, c'est ainsi que les « pots » de bière reçurent un couvercle en étain, donnant naissance à la « chope ». Cet usage, devenu aujourd'hui inutile, persista selon les régions jusqu'au XXe siècle. 
La maîtrise du travail du verre a été essentielle pour les évolutions contemporaines des verres à bière. Les chopes, et autres assimilés, sont devenues un support commercial sûr pour les brasseries qui fournissent leurs chopes, marquées de leur logo, aux débitants de boisson. Il en existe une grande variété de formes, de motifs, et d'illustrations qui font le bonheur des collectionneurs de par le monde (on parle alors, pour tout ce qui concerne la bière, de tégestophiles).
L'Allemagne s'enorgueillit de posséder une très riche tradition en matière de chopes. Elles possédaient autrefois toujours un couvercle plus ou moins richement décoré. Le fait d'oublier de rabattre le couvercle après avoir bu étant immanquablement un motif de payer une tournée... Dans les débits de boisson, chaque habitué avait sa chope attitrée.

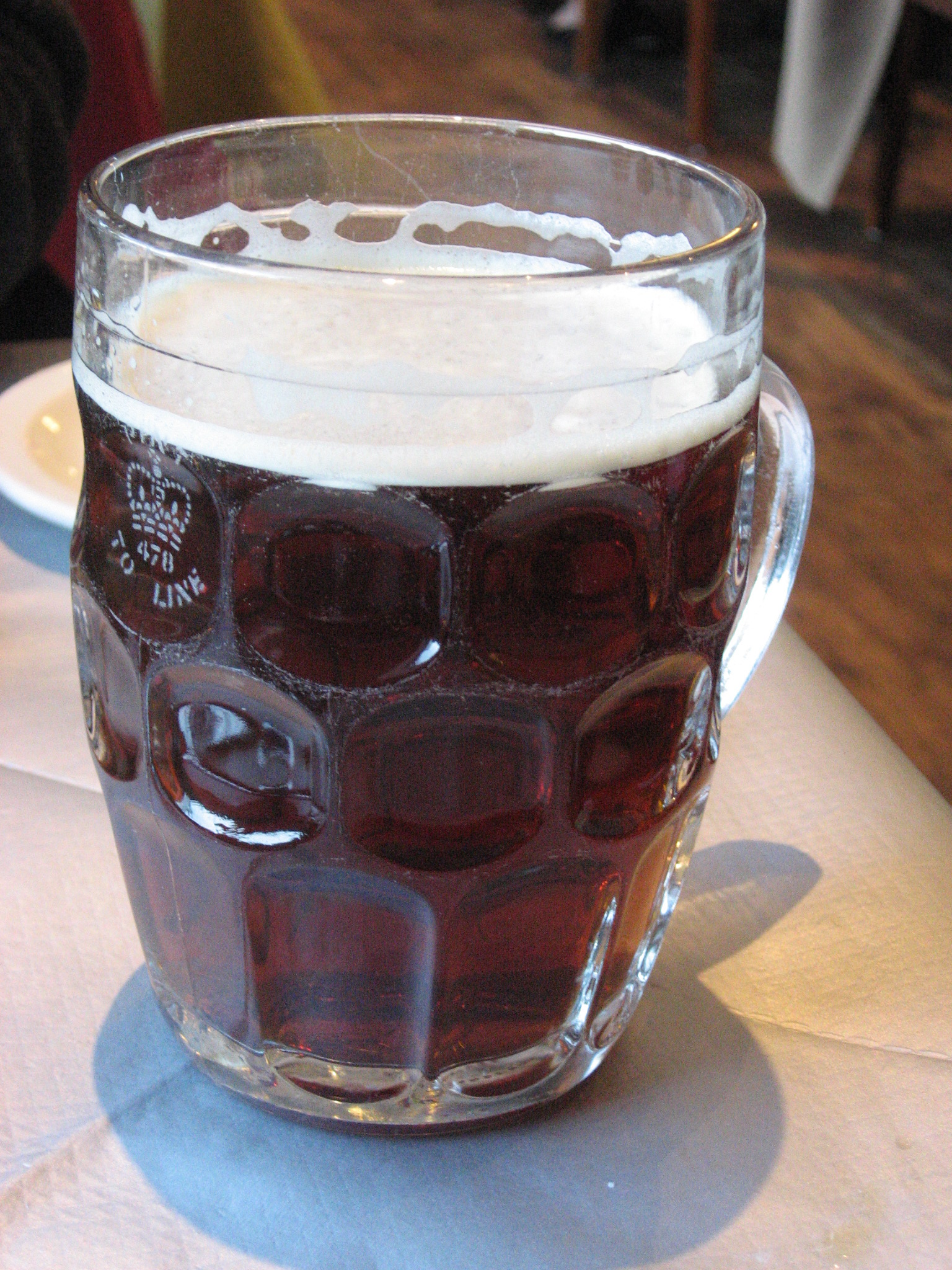
Une chope anglaise en verre avec bière.

Pendant longtemps, la coutume voulait qu'on offre à un soldat finissant son temps de service actif (à rapprocher de la tradition française appelée la quille) une chope ornée de différents motifs (blason du régiment, un soldat montant la garde et un autre prenant congé d'une soubrette, par exemple). Le summum consistait à représenter une scène (embrassade) uniquement visible en filigrane dans le fond de la chope une fois celle-ci vidée (voir photos).
Au Royaume-Uni, la chope de verre avec fossettes (en anglais pint jug d'après sa capacité d'une pinte) était populaire dans les pubs des années 1920 jusqu'aux années 1990, période à partir de laquelle elles sont devenues moins communes à cause de la mécanisation de la vaisselle.